# Nizwa College of Technology
Das Nizwa College of Technology ist ein staatliches College in Nizwa in Oman.
Das College wurde 1993 als Nizwa Technical and Industrial College gegründet und trägt seit 2001 seinen heutigen Namen. Es ist eines von sieben Technical Colleges in Oman und zählt zum tertiären Bildungssektor. Es bietet für omanische Staatsangehörige technisch orientierte Ausbildungsgänge an. Die Ausbildung und Qualifizierung der einheimischen Bevölkerung soll vor allem der Omanisierung der omanischen Wirtschaft dienen.
Das College liegt ungefähr 12 km östlich der Oasenstadt Nizwa und befindet sich auf einem eigenen Campus. Auf dem Gelände befinden sich Lehrgebäude der verschiedenen Fachrichtungen, eine mechanische Werkstätte sowie ein Sprachzentrum für Englisch. Daneben befinden sich ein Verwaltungsgebäude, Wohngebäude für Angestellte des College, eine Mensa für männliche Studenten und Besucher, eine Mensa für weibliche Studierende, ein Theater, ein Fußballplatz, eine Moschee, ein Theater, verschiedene Geschäfte, ein Studentinnenwohnheim, eine Sanitätsstation sowie ein Parkhaus auf dem Areal.
Zulassungsvoraussetzung ist das General Secondary School Certificate, das nach einem 12-jährigen Schulbesuch erworben werden kann. Angeboten werden einjährige Zertifikatskurse, zweijährige Diploma-Kurse sowie dreijährige Higher-Diploma-Kurse in Engineering, Business Studies sowie Information Technology. Daran kann man an einer anderen Einrichtung ein weiteres Jahr anschließen, um den akademischen Grad eines Bachelor zu erwerben.
Im akademischen Jahr 2008/2009 studierten insgesamt 2669 Studenten (davon 981 Studentinnen) am College.

## Fußnote
1. ↑   Vgl. Sultanate of Oman, Ministry of National Economy: Statistical Year Book, Thirty-Eighth Issue - November 2009, section 19-24, S. 422.